# Lucas Ribeiro
Lucas Ribeiro dos Santos (Salvador, Bahía, Brasil, 19 de enero de 1999) es un futbolista brasileño. Juega de defensa y su equipo es el Goiás E. C. del Campeonato Brasileño de Serie B.

## Trayectoria

### Vitória
Ribeiro entró a las inferiores del Vitória a los 16 años, y fue promovido al primer equipo en 2018. Debutó el 23 de agosto en la derrota por 1-0 contra el Flamengo.

### Hoffenheim
El 28 de enero de 2019 fichó por el Hoffenheim alemán. Debutó en la Bundesliga con un gol el 22 de febrero de 2020 en el empate 1-1 contra el Borussia Mönchengladbach.
El 10 de agosto de 2020 fue cedido al S. C. Internacional hasta el 31 de diciembre de 2021. Una vez esta terminó, siguió en el país para jugar en 2022 con el Ceará S. C., equipo en el que se quedó al expirar la cesión.

## Selección nacional
En octubre de 2018 fue citado para la selección sub-20 de Brasil, para unos encuentros amistosos contra Chile. Fue uno de los jugadores que disputó el Campeonato Sudamericano de Fútbol Sub-20 de 2019.

## Estadísticas
Actualizado al último partido disputado en la temporada 2024.
| Club | Div.          | Temporada     | Liga  | Liga  | Estatal | Estatal | Copas nacionales(1) | Copas nacionales(1) | Copas internacionales(2) | Copas internacionales(2) | Total | Total |
| Club | Div.          | Temporada     | Part. | Goles | Part.   | Goles   | Part.               | Goles               | Part.                    | Goles                    | Part. | Goles |
| --- | ------------- | ------------- | ----- | ----- | ------- | ------- | ------------------- | ------------------- | ------------------------ | ------------------------ | ----- | ----- |
| E. C. Vitória · Brasil | 1.ª           | 2018          | 16    | 0     | 0       | 0       | 0                   | 0                   | —                        | —                        | 16    | 0     |
| E. C. Vitória · Brasil | Total club    | Total club    | 16    | 0     | 0       | 0       | 0                   | 0                   | 0                        | 0                        | 16    | 0     |
| TSG 1899 Hoffenheim · Alemania                                                                                            | 1.ª           | 2019-20       | 2     | 1     | ―       | ―       | 1                   | 0                   | —                        | —                        | 3     | 1     |
| TSG 1899 Hoffenheim · Alemania                                                                                            | Total club    | Total club    | 2     | 1     | 0       | 0       | 1                   | 0                   | 0                        | 0                        | 3     | 1     |
| S. C. Internacional · Brasil                                                                                              | 1.ª           | 2020          | 13    | 0     | ―       | ―       | 0                   | 0                   | 1                        | 0                        | 14    | 0     |
| S. C. Internacional · Brasil                                                                                              | 1.ª           | 2021          | 7     | 0     | 7       | 0       | 2                   | 0                   | 3                        | 0                        | 19    | 0     |
| S. C. Internacional · Brasil                                                                                              | Total club    | Total club    | 20    | 0     | 7       | 0       | 2                   | 0                   | 4                        | 0                        | 33    | 0     |
| Ceará S. C. · Brasil | 1.ª           | 2022          | 9     | 1     | 5       | 0       | 3                   | 0                   | 3                        | 0                        | 20    | 1     |
| Ceará S. C. · Brasil | 2.ª           | 2023          | 6     | 0     | 0       | 0       | 0                   | 0                   | ―                        | ―                        | 6     | 0     |
| Ceará S. C. · Brasil | 2.ª           | 2024          | ―     | ―     | 6       | 0       | ―                   | ―                   | ―                        | ―                        | 6     | 0     |
| Ceará S. C. · Brasil | Total club    | Total club    | 15    | 1     | 11      | 0       | 3                   | 0                   | 3                        | 0                        | 32    | 1     |
| Goiás E. C. · Brasil | 2.ª           | 2024          | 30    | 3     | ―       | ―       | 3                   | 0                   | ―                        | ―                        | 33    | 3     |
| Goiás E. C. · Brasil | Total club    | Total club    | 30    | 3     | 0       | 0       | 3                   | 0                   | 0                        | 0                        | 33    | 3     |
| Total carrera | Total carrera | Total carrera | 83    | 5     | 18      | 0       | 9                   | 0                   | 7                        | 0                        | 117   | 5     |
| (1) Incluye datos de la Copa de Alemania y Copa de Brasil. (2) Incluye datos de la Copa Libertadores y Copa Sudamericana. |               |               |       |       |         |         |                     |                     |                          |                          |       |       |

## Palmarés

### Títulos estatales
| Título              | Club        | Estado | Año  |
| ------------------- | ----------- | ------ | ---- |
| Campeonato Cearense | Ceará S. C. | Ceará  | 2024 |